# Saffet Gurur Yazar
Saffet Gurur Yazar (* 16. April 1987 in Izmir) ist ein türkischer Fußballspieler, der für Altay Izmir spielt.

## Karriere

### Verein
Yazar begann mit dem Vereinsfußball in der Jugend von Karşıyaka SK. 2001 wechselte er in die Jugend von Bostanlıspor, kehrte aber bereits nach einem Jahr zu Karşıyaka zurück. 2005 erhielt er einen Profivertrag, spielte aber weiterhin überwiegend für die Reservemannschaft. In der Saison 2004/05 machte er am letzten Spieltag sein Profidebüt während einer Zweitligabegegnung. Die folgenden drei Spielzeiten kam er immer wieder zu Einsätzen bei den Profis und eroberte sich in der Saison 2007/08 zeitweise gar einen Stammplatz. Seinen Durchbruch in der Profimannschaft schaffte er in der Saison 2009/10 und stieg zum Stammspieler auf. Die nächsten Wochen steigerte er seine Leistungen weiter und kam so zu seinem Debüt in der zweiten Auswahl der Türkischen Nationalmannschaft. Im Sommer 2011 wurde er mit mehreren Vereinen der Süper Lig in Verbindung gebracht, u. a. Beşiktaş Istanbul.
Der Wechsel zu Beşiktaş kam nicht zustande, stattdessen wechselte Yazar zum Süper-Lig-Aufsteiger Samsunspor. Als Gegenleistung gab Samsunspor Karşıyaka neben einer Ablösesumme auch den Spieler Turgay Gölbaşı ab. Bei seinem neuen Verein wurde er vom Trainer Vladimir Petković in keinem Spiel eingesetzt und auch dessen Nachfolger Mesut Bakkal verzichtete auf die Dienste Yazars. Zum Saisonende stieg er mit seinem Verein in die zweite Liga ab.
Ohne einen Ligaeinsatz für Samsunspor absolviert zu haben, wechselte Yazar nach eineinhalb Jahren wieder zu Karşıyaka SK zurück. Im Sommer 2013 wechselte Yazar zum Erzrivalen Altay Izmir.

### Nationalmannschaft
Yazar wurde 2011 im Rahmen eines Testspiels erstmals für den Kader der zweiten Auswahl der Türkischen Nationalmannschaft nominiert. Bei der Partie gegen die zweite Garde von Belarus kam er zu seinem Debüt und schoss auch sein erstes Länderspieltor. 